# Iam proximus ardet Ucalegon

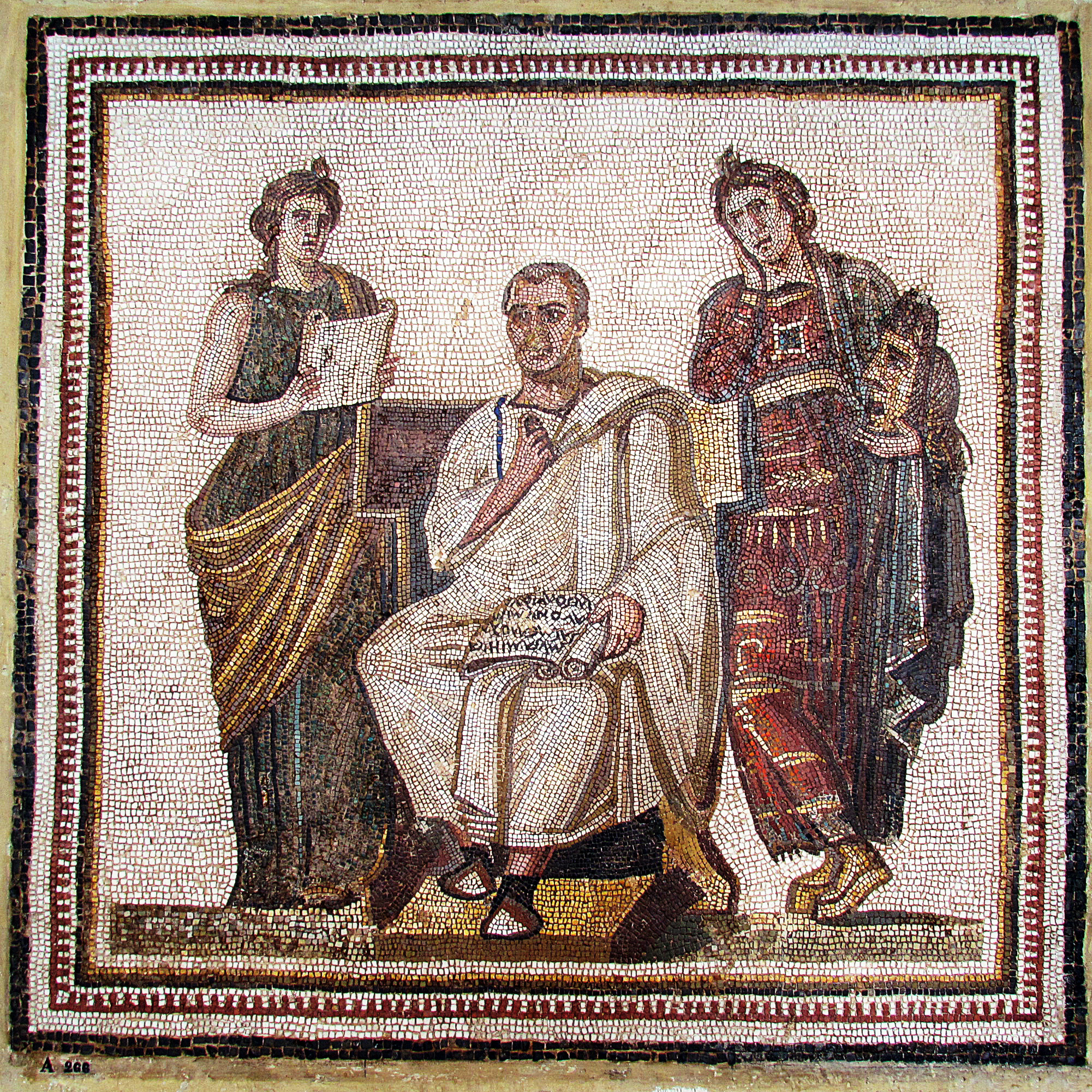
Virgilio con lEneide tra Clio e Melpomene (Museo nazionale del Bardo, Tunisi)

La locuzione latina Iam proximus ardet Ucalegon, tradotta letteralmente, significa brucia già il vicino palazzo di Ucalegonte. (Virgilio, Eneide, Il, 311).
È il grido di Enea quando, svegliandosi di soprassalto, vede Troia divorata dal fuoco e le fiamme già vicine alla sua casa: Ucalegonte, il suo dirimpettaio, era uno dei vecchi consiglieri di Priamo. 

La frase viene a proposito quando si parla d'un pericolo grave, imminente.